# Oheim
Oheim (mittelhochdeutsch œheim(e), althochdeutsch ōheim, westgermanisch *awa-haima- „Mutterbruder“) ist eine veraltete Bezeichnung für den Bruder der eigenen Mutter (den Onkel mütterlicherseits), belegt seit dem 9. Jahrhundert. In verschiedenen Dialekten sowie im Niederländischen wird der Ausdruck heute noch genutzt, teils in Abwandlung als Ohm, Öhi, Ühm oder oom. Die – ebenfalls veraltete – weibliche Entsprechung, für die Schwester der eigenen Mutter, lautet „Muhme“.
Im europäischen Kulturraum hatte diese Verwandtschaftsbeziehung solange eine besondere Bedeutung, wie ledige oder verwitwete Frauen unter die Vormundschaft eines männlichen Verwandten fielen – sofern der Vater verstorben war, also unter die eines (älteren) Bruders. Im praktischen Leben hatte ein Oheim für die Kinder seiner Schwester (seine Neffen und Nichten) eine weitaus größere Bedeutung als männliche Verwandte des Vaters (der Mutter oder der Kinder): Oft übernahm der Oheim eine soziale Elternschaft und Fürsorgepflicht für die Schwesterkinder (vergleiche auch Patenonkel).
Weltweit gibt es in vielen Verwandtschaftsterminologien für Onkel und Tanten jeweils ganz eigene Bezeichnungen, die ihr Geschlecht, ihre Abstammung und ihr Verhältnis zu einem Elternteil angeben. Bei den rund 160 indigenen Völkern, deren Familien nach ihren Mütterlinien organisiert sind (matrilineare Abstammung und Erbfolge), hat der Mutterbruder eine besondere Bedeutung als Beschützer und Unterstützer seiner Schwester und ihrer Kinder. Für sie ist er als mutterseitiger Onkel oft wichtiger als der Vater der Kinder (vergleiche beispielsweise die Rollen der Männer bei den Khasi in Nordostindien).
Im Lateinischen heißt der Mutterbruder avunculus, davon abgeleitet ist fachsprachlich das Avunkulat für die soziale Vaterschaft des mutterseitigen Onkels. Zusammen mit der Avunkulokalität (ehelicher Wohnsitz beim Bruder der Ehefrau) lässt sich das Avunkulat als Verwandtenselektion verstehen: die Förderung der Schwesterkinder als anteilige Träger des eigenen Erbgutes (Verwandtschaftskoeffizient: 25 %) zur Stärkung der biologischen Gesamtfitness. Ein weiterer soziokultureller Evolutionsvorteil kommt der Tatsache zu, dass in solchen Kulturen Kinder mehrere „Väter“ als Beschützer und Unterstützer an ihrer Seite haben können.